# Gilfan Batarszyn
Gilfan Abubiekierowicz Batarszyn (ros. Гильфан Абубекерович Батаршин, ur. 19 grudnia 1913?/1 stycznia 1914 w Hołubiwce, zm. 11 grudnia 1947 w rejonie miasta Askold w Kraju Nadmorskim) – radziecki wojskowy narodowości tatarskiej, major, Bohater Związku Radzieckiego (1938).

## Życiorys
Urodził się w górniczej rodzinie tatarskiej. Skończył technikum przemysłu górniczego w Lisiczańsku, od 1932 pracował w fabryce w Kazaniu, a od 1934 w kopalni w Hołubiwce. Od października 1936 służył w wojskach pogranicznych NKWD, w 1937 ukończył szkołę młodszej kadry dowódczej, latem 1938 brał udział w walkach z Japończykami nad jeziorem Chasan. Otrzymał za to tytuł Bohatera Związku Radzieckiego. Później został naczelnikiem strażnicy granicznej, 1939–1941 studiował w Akademii Wojskowej im. Frunzego, po czym we wrześniu 1941 został starszym pomocnikiem szefa wydziału sztabu Środkowoazjatyckiego Okręgu Pogranicznego. Od czerwca 1943 uczestniczył w wojnie z Niemcami jako dowódca batalionu 157 pułku pogranicznego Wojsk NKWD Ochrony Tyłów Frontu Centralnego, potem Białoruskiego i 1 Białoruskiego. Po wojnie został zastępcą szefa wydziału Głównego Zarządu Wojsk Pogranicznych, w 1946 otrzymał stopień majora. 30 października 1947 zeznawał przed Międzynarodowym Trybunałem Wojskowym dla Dalekiego Wschodu w Tokio. Podczas powrotu stamtąd zginął w wypadku lotniczym, gdy samolot wpadł do Oceanu Spokojnego k. miasta Askold w Kraju Nadmorskim. Jego imieniem nazwano ulice w Kazaniu i Kirowsku.

## Odznaczenia
- Bohater Związku Radzieckiego (25 października 1938)
- Order Wojny Ojczyźnianej II klasy
- Order Czerwonej Gwiazdy

I medale.